# Буравченков Олександр Володимирович
Олександр Володимирович Буравченков (нар. 23 березня 1966, Вінниця) — український дипломат. Тимчасовий повірений у справах України в Ефіопії.

## Біографія
Народився 23 березня 1966 року у місті Вінниця. У 1992 році закінчив Вінницький державний педагогічний інститут, учитель англійської та німецької мов; У 2003 році закінчив Дипломатичну академію України при МЗС України, магістр зовнішньої політики. Володіє англійською та німецькою мовою.
У 1983—1984 — студент Вінницького технічного училища № 1.
У 1984—1984 — працював водієм Центральної міської клінічної лікарні № 4 в місті Вінниця.
У 1984—1986 — служба в Збройних силах.
У 1987– водій Вінницького державного педагогічного інституту ім. М. Островського.
У 1990—1991 — лаборант кафедри іноземних мов Вінницького медичного інституту ім. М. І. Пирогова.
У 1992—1994 — інструктор фірми «Вінінтер ЛТД».
У 1994—1995 — завідувач комерційним відділом Вінницького ЦНТЕІ.
У 1995—1996 — спеціаліст відділу міжнародних і зовнішньоекономічних зв'язків АТ «Футбольний клуб Нива».
У 1996—1998 — перекладач Місії благодійності і милосердя Найсвятішого серця Ісуса Римо-Католицької церкви у місті Вінниця.
У 1998—1999 — перекладач римо-католицької парафії Святого Франциска.
У 1999—2002 — головний спеціаліст відділу зв'язків з політичними партіями та громадськими організаціями Управління з питань внутрішньої політики Вінницької обласної державної адміністрації.
У 2003—2008 — другий секретар з консульських питань Посольства України в Ефіопії.
У 2008—2010 — третій секретар на посаді другого секретаря відділу консульського забезпечення захисту інтересів фізичних та юридичних осіб Департаменту консульського забезпечення МЗС України.
У 2010—2010 — перший секретар з консульських питань Посольства України в Федеративній Демократичній Республіці Ефіопія.
У 2010—2015 — Тимчасовий повірений у справах України в Ефіопії.